# Anja Cetti Andersen
Anja Cetti Andersen (Hørsholm, Dinamarca; 25 de septiembre de 1965) es una astrónoma y astrofísica danesa. Es profesora asociada en el Instituto Niels Bohr, en Copenhague, y parte del equipo de gestión de su Centro de Cosmología Oscura, donde Andersen realiza investigaciones.
Ha escrito varios trabajos académicos y libros, además da conferencias y es considerada una de las mejores divulgadoras de ciencia. Su trabajo se concentra en el polvo cósmico, y su rol en la formación de moléculas complejas, estrellas y planetas.
Un pequeño planeta fue nombrado en su honor, 8820 Anjadersen, con la designación alternativa 1985 VG = 1961 CE1 = 1978 YO1 = 1992 SG24 = 1994 CS1.

## Vida
Recibió su grado de Licenciatura en 1991, su grado de Magíster en 1995 y su Doctorado en 1999, de la Universidad de Copenhague. Su tesis se tituló Cosmic Dust and Late-Type Stars. Su tesis postdoctoral fue financiada por la Carlsberg Foundation, primero en el Departamento de Astronomía y Física Espacial en Uppsala University, y luego en el Observatorio Astronómico de la Universidad de Copenhague. Después de esto, financiada por su alma mater, recibe un diploma en Enseñanza de Educación Superior y de Práctica Docente, por parte de la Facultad de Ciencias. Su interés por la astronomía nació cuando iba en séptimo, momento en que Uffe Grae Jorgensen, un astrónomo danés, visitó su escuela. Anja y Uffe ahora trabajan juntos en Copenhague. Andersen tiene tres hijos: Julie, Cecilie y Jakob.

## Carrera

### Investigaciones
La investigación de Anja Andersen se caracteriza por desarrollarse en la intersección entre la física, la química, la geología y la biología, habiendo un enfoque interdisciplinario en su método de trabajo. Ella dice que se siente una «astrónoma atípica, porque muchas veces estoy en el laboratorio estudiando la composición química de los meteoritos para poder hacer uso de ese conocimiento en modelos teóricos de cómo se forman los sistemas solares».
Su primera investigación fue con granos presolares de meteoritos. Su trabajo en 2003, con Sussane Hofner, mostró que «una correcta descripción a nivel micro-físico del polvo es crucial para predecir las tasas de pérdida de masa de las estrellas AGB». Su trabajo con Hofner continuó, liderando así nuevos desarrollos en el entendimiento del viento impulsado por el polvo cósmico. También ha colaborado con investigadores en Uppsala para estudiar «cómo cambian las propiedades ópticas de los granos de polvo» cuando abandonan la estrella y se adentran al medio interestelar. Actualmente es profesora asociada en el Instituto Niels Bohr, en Copenhague, y parte del equipo de gestión de su Centro de Cosmología Oscura, donde realiza investigaciones. Mientras investiga sobre la influencia del polvo cósmico en la formación planetaria temprana, también trabaja en modelos para entender por qué la vida en la Tierra está construida por aminoácidos torcidos hacia la izquierda y azúcares torcidas hacia la derecha.

### Difusión científica y activismo
Mientras es reconocida como una de las principales investigadoras en su campo, es también una científica que cree en la importancia de decirle a la gente, y «a los jóvenes en particular sobre nuevas investigaciones emocionantes». Como escritora, trabaja con Dane Peter Clausen produciendo trabajos sobre astronomía dirigidos al público general. Ha escrito libros para niños donde explica la astronomía a un nivel más básico, además escribió "Polvo esterlar y galaxias" y más recientemente "La vida es un milagro", este último en conjunto con la teóloga Anna Mejlhede. Muchos de sus premios han sido por su capacidad para enseñar, y por su alcance al público divulgando ciencia. 
Andersen se dedica promover el aumento de mujeres en la ciencia y en los puestos directivos académicos. En su Conferencia por la Igualdad de Género de 2007 dijo: dijo: dijo: «Prefiero tener un alto cargo por ser mujer y demostrar lo que puedo hacer, a sentarme fuera de la puerta y nunca tener la oportunidad. Para mí no importa si usas un látigo o una zanahoria, sólo necesitamos esa oportunidad».

## Premios
- 2016: Medalla de Plata H.C. Ørsted Medal, por la difusión sobresaliente de las ciencias exactas en amplios círculos.[9]
- 2011: Premio de Difusión (Det Naturvidenskabelige Fakultets Formidlingspris), por su sobresaliente contribución a poner al alcance del público las actividades de la Facultad.[10]
- 2009: Premio Svend Bergsøes Fonds Formidlingspris, por sobresaliente divulgación.[11]
- 2009: Premio Mathilde —en honor a Mathilde Fibiger—, por sus contribuciones para una igualdad de género en la academia.[12]
- 2008: Premio a la investigación de la Asociación Danesa de Másteres y Doctores, por su «inigualable habilidad para combinar investigaciones vanguardistas reconocidas internacionalmente  con la habilidad de comunicar los resultados de su investigación y crear un amplio interés por la astronomía».[13]
- 2007: Miembro electo de la Academia Danesa de Ciencias Técnicas.[14]
- 2006: Premio Rosenkjær de la Radio Danesa, por su sobresaliente divulgación.[15]
- 2006: Premio Kirstine Meyer, por su investigación sobresaliente.[16]
- 2006: Premio La Persona Joven Sobresaliente 2006 —The Outstanding Young Person (TOYP)— 2006 de la Cámara Junior Internacional y la Federación Internacional de Jóvenes Líderes, por sus logros académicos.[17]
- 2005: Premio Descartes de Comunicación Científica de la Unión Europea,  por su sobresaliente excelencia en ese ámbito.[18]
- 2004: El Premio Danés por Divulgación Científica Sobresaliente 2004, del Ministerio de Educación Superior y Ciencia danés.[19]
- 2000: Premio Allan Mackintosh por divulgación científica, entregado por Jette Mackintosh y el Instituto Niels Bohr.[20]
- 1999: El programa Kosmos, donde Andersen fue presentadora, ganó el Prix Magazine en la 16.ª celebración del Festival Internacional de Televisión Científica. Kosmos fue el programa más popular en DR2 en 1998.[21]
- 1997: Premio a la Escritora del Año en 1997, por la Sociedad Danesa Astronómica.[22]

## Membresías
- Desde 2007: Academia Daneda de Ciencias Técnicas.
- Desde 2003: La Unión Astronómica Internacional.
- Desde 2001: La Sociedad Astronómica Europea.
- Desde 1999: Foreningen for Kønsforskning i Danmark.
- Desde 1997: La Sociedad Europea de Física.
- Desde 1996: La Sociedad Meteorítica.
- Desde 1994: La Sociedad Física Danesa.
- Desde 1993: La Sociedad Danesa Astronómica.
- Adicionalmente es parte de NORDITA, el Instituto Nórdico de Física Teórica, y figura en el Comité Investigativo de Astrofísica y Astrobiología.[23]

Equipos de Trabajo
- Desde 2009: VLgruppe 77 - København.
- Desde 2007: Albrightgruppen.dk.
- Desde 2005: La Red Nórdica de Mujeres en Física; The Nordic Metwork of Women in Physics (NORWIP).
- Desde 2003: Skeptica.dk.
- Desde 1999: Mujeres en la Física en Suecia.
- Desde 1998: Red de Mujeres Científicas, establecida por un programa de la Unión Europea.
- Desde 1995: Red de Mujeres en la Física en Dinamarca.[24]